# 코페르니쿠스 과학관

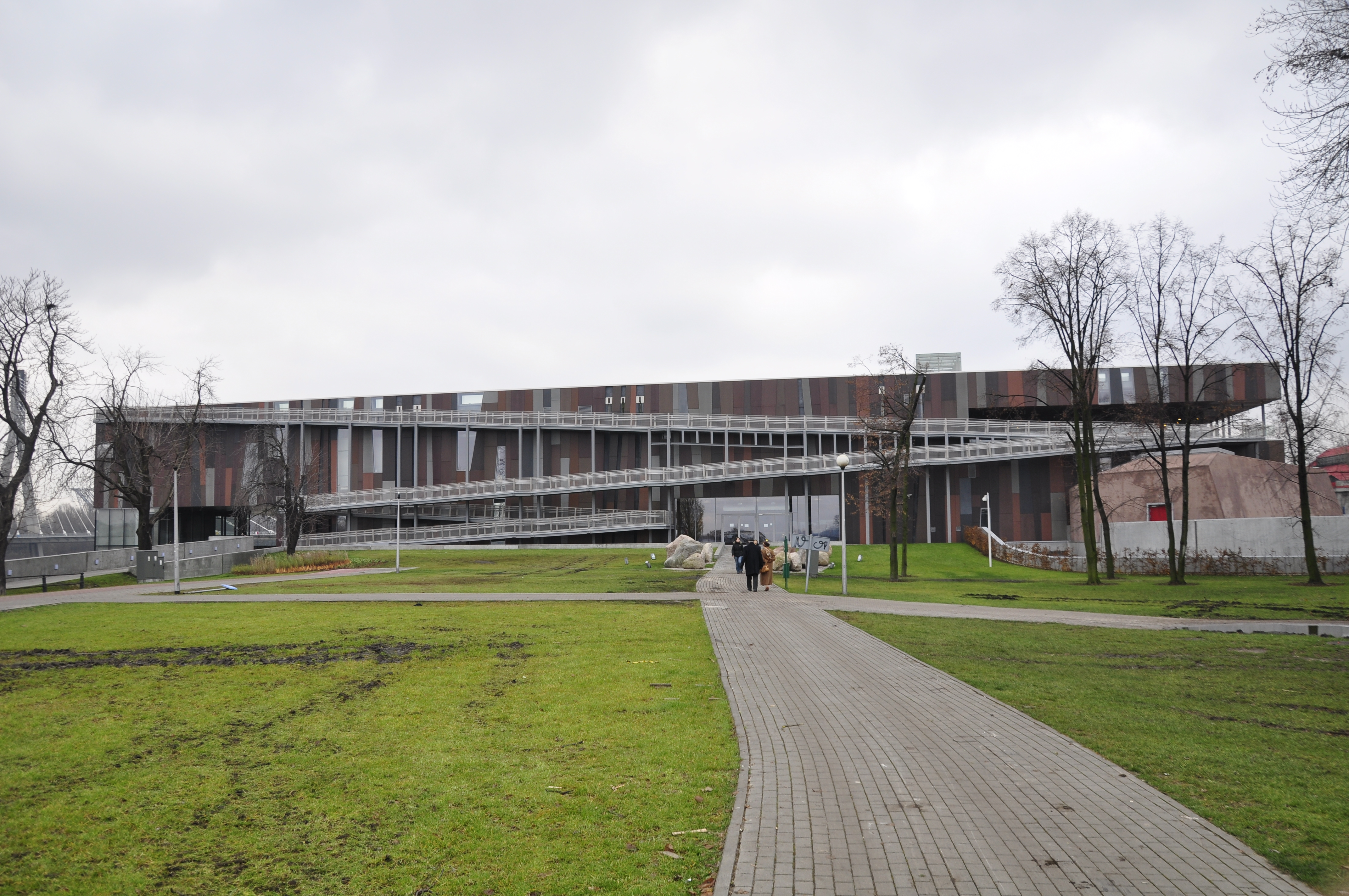
코페르니쿠스 과학관

코페르니쿠스 과학관(폴란드어: Centrum Nauki Kopernik, Copernicus Science Centre) 또는 코페르니쿠스 과학 센터는 폴란드 바르샤바의 비스와강변에 위치한 과학 박물관이다. 이곳에는 방문객들이 혼자서 실험을 수행하고 스스로 과학 법칙을 발견할 수 있는 450개 이상의 대화형 전시물이 포함되어 있다. 이 센터는 폴란드에서 가장 큰 기관이자 유럽에서 가장 발전된 기관 중 하나이다. 2018년에는 개장 이후 800만 명이 넘는 방문객이 찾았다.
센터 건물의 첫 번째 모듈은 2010년 11월 5일 5개의 갤러리(온 더 무브/On the move, 인간과 환경, 문명의 뿌리/Roots of Civilization, 라이트존/Lightzone, Bzzz!)로 개장했다. 청소년을 위한 전시 – RE: generation은 2011년 3월 3일에 열렸다. 플라네타륨 "The Heavens of Copernicus"는 6월 19일에 개장했고, 디스커버리 파크는 7월 15일에, 화학 실험실은 10월 18일에 개장했다. 생물학 실험실은 11월 15일, 로봇공학 워크숍은 12월 6일, 물리학 실험실은 12월 20일 개장했다.
2008년부터 코페르니쿠스 과학관은 폴스키에 라디오와 함께 유럽 최대의 야외 과학 대중화 행사인 과학 피크닉(Science Picnic)을 조직했다. 2011년에 센터는 전 세계 과학 센터 및 박물관 분야에서 가장 중요한 행사 중 하나인 ECSITE 컨퍼런스(유럽 과학 센터 및 박물관 네트워크)를 개최했다.